# Hackmania
Genre
Hackmania est un genre d'araignées aranéomorphes de la famille des Argyronetidae.

## Distribution
Les espèces de ce genre se rencontrent en écozone holarctique.

## Liste des espèces
Selon World Spider Catalog (version 26, 10/07/2025) :
- Hackmania prominula (Tullgren, 1948)
- Hackmania saphes (Chamberlin, 1948)

## Systématique et taxinomie
Ce genre a été décrit par Lehtinen en 1967 dans les Dictynidae. Il est placé dans les Argyronetidae par Montana, Cala-Riquelme, Crews, Gorneau, Al-Jamal, Alequín, Spagna, Ballarin et Esposito en 2025.

## Étymologie
Ce genre est nommé en l'honneur de Walter Hackman.

## Publication originale
- Lehtinen, 1967 : « Classification of the cribellate spiders and some allied families, with notes on the evolution of the suborder Araneomorpha. » Annales Zoologici Fennici, vol. 4, p. 199-468.